# Черниводи (Острозький повіт)
Черниводи — колишнє село Острозького повіту Волинської губернії.
Населений пункт існував спочатку як хутір, пізніше як окреме село. Проте наприкінці 1930-х років був приєднаний до села Дорогоща. Географічно розміщувалось на південно-східному напрямку від м. Острог до с. Дорогоща. Згідно з метричними книгами, як і сусіднє село Дорогоща, було приписано до Свято-Воскресенської церкви м. Острога.[джерело?]
У 1980-х роках у зв'язку з будівництвом водосховища для Хмельницької АЕС разом з іншими сусідніми селами було затоплене.